# Побережжя (станція)
Побере́жжя — проміжна вузлова залізнична станція Одеської дирекції Одеської залізниці.
Розташована біля села Малий Фонтан Подільського району Одеської області на перетині трьох ліній Слобідка — Побережжя, Побережжя — Підгородна та Побережжя — Мигаєве між станціями Борщі (5 км) та Подільськ (7 км).
Станцію було відкрито 1901 року. Електрифіковано станцію у складі лінії Жмеринка — Котовськ 1989 року.